# Золушка (телемюзикл, 2002)
«Золушка» — российско-украинский фильм-мюзикл, снятый по мотивам сказки Шарля Перро. Премьера состоялась на телеканалах «Первый канал» (Россия) и «Интер» (Украина), в новогоднюю ночь 1 января 2003 года. Спонсорами выступили «Первый канал» и украинская алкогольная компания «Nemiroff».

## Сюжет
Фильм похож на классическую «Золушку» советского кино. Это весёлая и слегка ироничная история о юной девушке, помыкаемой самолюбивой мачехой и глупыми сводными сёстрами.
Король не может женить своего сына, который занят только науками. Звездочёт предсказывает ему, что нужно устроить Большой королевский бал. Мачеха и сёстры Золушки, которая мечтает попасть на бал, заставляют её сшить им платья. Когда они сшиты, дамы убегают, оставив Золушку с поручениями. Но в конце концов фея-крёстная помогает счастливой девушке попасть на бал, но с одним условием: она должна вернуться до полуночи. На балу Золушка встречает принца, который сразу влюбился в неё. Они танцуют и веселятся, но настаёт полночь, и Золушка убегает, теряя хрустальную туфельку.
Тем временем её мать требует у короля титул королевы. Сёстры попадают на концерт своего любимого певца — трубадура. На следующий день принц, тоскуя по Золушке, уговаривает отца проехать по городам и найти принцессу по туфельке. Они доезжают и до дома Золушки. Сёстры и мачеха, отпихивая Золушку, меряют туфельку, но никому она не подходит. А Золушка достаёт свою туфельку и надевает её на ногу. То же самое она проделывает и с другой туфелькой. Принц узнал Золушку, и во дворце состоялась свадьба.

## В ролях
- Юлия Маврина — Золушка
- Николай Басков — принц
- Валерий Леонтьев — король
- Валерий Меладзе — отец Золушки, часовщик
- Лолита Милявская — мачеха Золушки
- Андрей Данилко — Брунгильда, первая дочь мачехи
- Инна Белоконь (Ерёменко) — Дафна, вторая дочь мачехи
- Владимир Горянский — придворный звездочёт
- Виталий Линецкий — придворный доктор
- Лариса Долина — фея-крёстная
- Таисия Повалий — сваха
- Олег Скрипка — трубадур
- Ольга Сумская — герцогиня Матильда ту Се
- Георгий Дрозд — мажордом
- Группа «ВИА Гра»:
  - Алёна Винницкая — скандинавская принцесса
  - Надежда Грановская — японская принцесса
  - Анна Седокова — английская принцесса (в титрах как «Анна Седакова»)
- Александра Николаенко — 1-я фрейлина
- Анна Шевцова — 2-я фрейлина
- Группа «Green Grey» (Андрей Яценко, Дмитрий Муравицкий, Пётр Цимбал) — викинги
- Даниил Вулицкий — кучер
- Виктор Цекало, Алексей Дивеев-Церковный — глашатаи
- Евгений Паперный — филин (озвучивание)

## Авторы
- Режиссёр — Семён Горов
- Сценарист — Антон Фридлянд
- Продюсеры — Александр Файфман, Тарас Гавриляк, Влад Ряшин
- Оператор — Алексей Степанов
- Композитор — Константин Меладзе

## Песни
| №  | Песня              | Исполнитель (-и)              | Композитор                        | Автор слов         |
| -- | ------------------ | ----------------------------- | --------------------------------- | ------------------ |
| 1  | Песня Золушки      | Юлия Маврина                  | Константин Меладзе                | Константин Меладзе |
| 2  | Я люблю себя       | Лолита Милявская              | Константин Меладзе                | Константин Меладзе |
| 3  | Чего не могут люди | Валерий Меладзе               | Константин Меладзе                | Константин Меладзе |
| 4  | Не такой           | Валерий Леонтьев              | Константин Меладзе                | Константин Меладзе |
| 5  | Не спугните жениха | Таисия Повалий                | Константин Меладзе                | Константин Меладзе |
| 6  | Я не поняла        | Андрей Данилко и ВИА Гра      | Константин Меладзе                | Константин Меладзе |
| 7  | Зима, зима, зима   | Лариса Долина                 | Константин Меладзе                | Диана Гольдэ       |
| 8  | Да                 | Green Grey                    | Андрей Яценко, Дмитрий Муравицкий | Дмитрий Муравицкий |
| 9  | Доля               | Олег Скрипка                  | Константин Меладзе                | Диана Гольдэ       |
| 10 | Песня принца       | Николай Басков                | Константин Меладзе                | Константин Меладзе |
| 11 | Свадьба            | Юлия Маврина и Николай Басков | Константин Меладзе                | Константин Меладзе |

## Отзывы
Искусствовед Людмила Семёнова в рецензии для издания «Росбалт» положительно оценила фильм, отнеся к числу его достоинств оригинальную музыку Константина Меладзе, мрачные и лаконичные визуальные решения, отсылки к готике и стимпанку, а также магическую атмосферу. Критик назвала ленту «настоящей сказкой, пригодной для семейного просмотра».